# Charles-Gustave Hanote
Charles-Gustave Hanote, francoski general, * 21. oktober 1876, Aniche, † 1967.